# Almeidea limae
Almeidea limae là một loài thực vật có hoa trong họ Cửu lý hương. Loài này được I.M.Silva mô tả khoa học đầu tiên năm 1987.